# Turun keskiaikaiset markkinat
Turku middelaldermarked (finsk: Turun keskiaikaiset markkinat, svensk Åbo medeltidsmarknad) er, som navnet antyder, et middelaldermarked, der foregår i den finske by Turku hvert år i slutningen af juni og starten af juli. Adgangen til markedet er gratis. Udover living history-optrædener er der et udendørs marked med kunsthåndværk. Størstedelen af markedet foregår på Gamla Stortorget (en af byens ældste markedspladser), men der foregår også ting og udstillinger på Åbo Slot, Åbo Domkirke og museet Aboa Vetus & Ars Nova Museum. Det arrangeres af et samarbejde mellem Turun Suurtorin keskiaika ry, Museum Centre of Turku, Aboa Vetus & Ars Nova, Rohan Stables og Turku og Kaarina Sogn. Områderne, hvor markedet foregår, er lukket for normal trafik under eventet.

## Historie
Turku middelaldermarked blev afholdt første gang i 1996, og er siden da vokset voldsomt i popularitet. I 2005 kom der omkring 100.000 besøgende, og der var over 100 frivillige og professionelle skuespillere involveret.
Købstaden blev organiseret af den hanseatiske købmand Laurentius
Siden 2013 har museet Aboa Vetus & Ars Nova formidlet middelalderen via guidede turer, foredrag og arkæologiske udgravninger.
Inden for de seneste år besøgstallet gået yderligere op, og i 2015 deltog omkring 180.000 personer. Arrangementet konkurrerer nu med nogle af de allerstørste begivenheder i Finland som Ruisrock (omkring 93.000 besøgende) og Pori Jazz (150.000 besøgende).